# Стур-фьорд
Стур-фьорд (норв. Storfjorden, нюнорск Storfjorden) — фьорд, расположенный в фюльке Мёре-ог-Ромсдал, Норвегия. Является 5-м фьордом по протяжённости в Норвегии.
Вдаётся в западное побережье Норвегии на 110 км. Максимальная глубина 679 м в районе деревни Дёрком. Залив окружают крутые скалистые берега с перепадом высот от 300 до 1200 м.
На побережье фьорда расположены населённые пункты Олесунн, Странда.
Имеет несколько ответвлений: Суннюлвс-фьорд, Гейрангер-фьорд, Нурддалс-фьорд, Та-фьорд.
Название фьорда буквально переводится как «Большой фьорд».